# Jonny May
Jonathan James "Jonny" May (Swindon, 1º aprile 1990) è un rugbista internazionale per l'Inghilterra, tre quarti ala dell'Angoulême.

## Biografia
Originario di Chiseldon, sobborgo di Swindon (Wiltshire), compì gli studi post-obbligo all'Hartpury College, della cui squadra di rugby fece parte, formando una coppia d'ali insieme al suo compagno di studi Alex Cuthbert, che in seguito divenne internazionale per il Galles.
Passato per le giovanili del Gloucester, esordì in prima squadra in un'amichevole precampionato del 2009, ed esordì in Premiership contro Leicester nel febbraio 2010 marcando una meta che tuttavia non evitò la sconfitta del Gloucester.
May esordì in Nazionale maggiore nel giugno 2013 a Buenos Aires contro l'Argentina durante il tour inglese in Sudamerica di quell'anno; da allora, e fino a tutto il 2014, ha collezionato 15 presenze internazionali.
Dopo un'estensione di contratto firmata a dicembre 2012 valida fino alla stagione 2014-15, è giunta un'ulteriore estensione firmata a ottobre 2014.